# Salomonöarna i olympiska sommarspelen 2016
Salomonöarna deltog med tre deltagare vid de olympiska sommarspelen 2016 i Rio de Janeiro. Ingen av landets deltagare erövrade någon medalj.

## Friidrott
Förkortningar
- Notera– Placeringar avser endast det specifika heatet.
- Q = Tog sig vidare till nästa omgång
- q = Tog sig vidare till nästa omgång som den snabbaste förloraren eller, i fältgrenarna, genom placering utan att nå kvalgränsen
- NR = Nationellt rekord
- N/A = Omgången fanns inte i grenen
- Bye = Idrottaren behövde inte tävla i omgången

Bana och väg
| Idrottare      | Gren                  | Heat     | Heat      | Final            | Final            |
| Idrottare      | Gren                  | Resultat | Placering | Resultat         | Placering        |
| -------------- | --------------------- | -------- | --------- | ---------------- | ---------------- |
| Rosefelo Siosi | Herrarnas 5 000 meter | 15:47,76 | 25        | Gick inte vidare | Gick inte vidare |
| Sharon Firisua | Damernas 5 000 meter  | 18:01,62 | 15        | Gick inte vidare | Gick inte vidare |